# 김만조
김만조(1966년 10월 12일 ~)은 OB 베어스의 전 야구 선수다. 마산용마고등학교를 졸업했다.

## 같이 보기
- 1992년 OB 베어스 시즌